# マリノ (レストラン)
株式会社マリノ （英: Marino Co., Ltd.）は、愛知県名古屋市名東区に本社を置くイタリアンレストランチェーンである。

## 概要
1988年設立のイタリアンレストランチェーン。東海地方を中心に「ピッツェリアマリノ」、「ピッツァスタジアムスタイル」の直営店およびFC店を展開しており、韓国にも「ピッツァモーレ」を3店舗出店している。
また、2022年からは おにぎり専門店「ごちそう焼きむすび おにまる」を展開しており、2024年には中国の深圳および台湾にも進出した。

## 沿革
- 1981年8月 - 長久手町（現長久手市）にて前身となる喫茶サンライズをオープン。
- 1988年10月 - 「株式会社サンライズフーズアート」を設立。
- 1996年7月 - 「株式会社マリノ」に商号を変更。
- 2007年2月19日 - 第一回外食クオリティサービス大賞にて大賞を受賞。
- 2022年6月 - おにぎり専門店「ごちそう焼きむすび おにまる」の第一号店をイオンモール長久手に出店[2]。

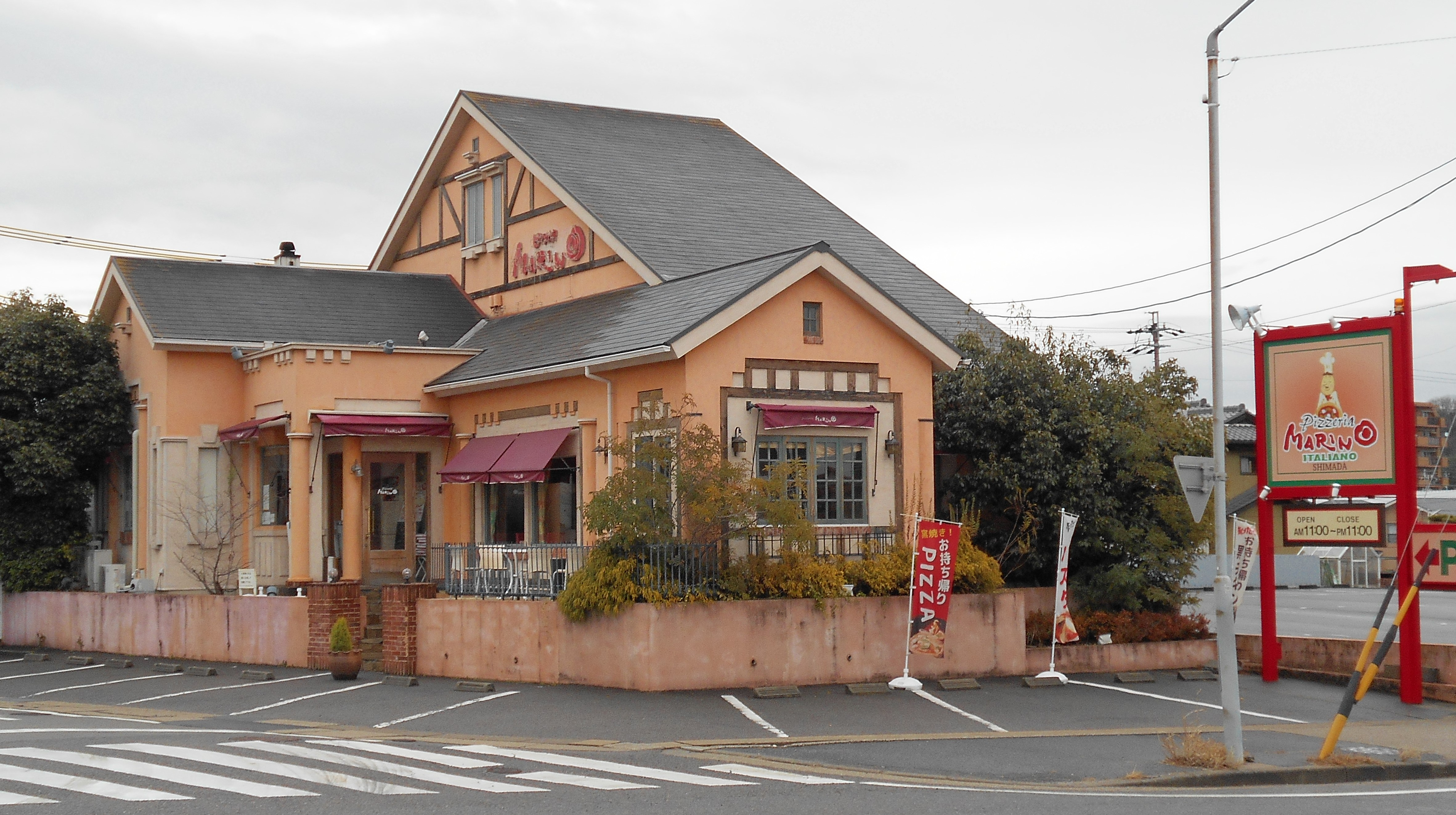
ピッツェリアマリノ 島田店（名古屋市天白区、2016年1月）

## 店舗
- ピッツェリア マリノ - 34店舗（内FC店9店舗） ※ FC店の内沖縄県および香川県の6店舗は株式会社サンエーが運営。
- ピッツァスタジアムスタイル - 14店舗
- ごちそう焼きむすび おにまる

## 事業所
- 本社（愛知県名古屋市名東区上社）
- 生産工場（愛知県名古屋市名東区牧の里）